# Ненад Кочовић
Ненад Кочовић (Крагујевац, 20. фебруара 1995) српски је фудбалер, који тренуно наступа за Младост Нови Сад.

## Трофеји и награде
Пролетер Нови Сад
- Прва лига Србије : 2017/18.[7]